# کیانوش عیاری
کیانوش عیاری (زادهٔ ۲۳ اردیبهشت ۱۳۳۰) نویسنده و کارگردان ایرانی است. او فعالیت سینمایی را با ساخت فیلم‌های کوتاه در سینمای آزاد اهواز آغاز کرد. کیانوش عیاری جزو مهم‌ترین و بهترین فیلمسازان پس از انقلاب ۱۳۵۷ است که همواره مورد تحسین و ستایش قرار گرفته است. او در سینمای واقع‌گرایانه خود صاحب‌سبک است.

## زندگی
کیانوش عیاری در ۲۳ اردیبهشت ۱۳۳۰ در شهر اهواز زاده شد. عیاری سینمای حرفه‌ای را با نگارش فیلمنامه و کارگردانی فیلم تنوره دیو تجربه کرد. از مشخصه‌های بارز فیلم‌های عیاری سبک واقع گرایانهٔ منحصر به فرد خود و پرداختن به موضوعات بکر همچون پیوند قلب در فیلم بودن یا نبودن می‌توان نام برد.
عیاری از سال ۱۳۸۱ به مدت ۵ سال مشغول ساخت سریال روزگار قریب بود که داستان زندگی محمد قریب بنیانگذار طب نوین کودکان در ایران است. عیاری برای فیلم آبادانی‌ها در سال ۱۹۹۴ برندهٔ جایزهٔ پلنگ نقره‌ای جشنواره بین‌المللی فیلم لوکارنو شد. او برادر داریوش عیاری است.

## چالش‌ها

### خانه پدری
فیلم خانه پدری ساخته عیاری پس از ۱۰ سال توقیف در ۱ آبان ۱۳۹۸ در سینماهای ایران اکران شد. ولی با دستور دادستانی دوباره توقیف شد. اما با صحبت صورت گرفته رفع توقیف شد.

## وضعیت سلامت
کیانوش عیاری در سال ۱۴۰۲ دچار دو سکته مغزی شد که یکی از آن‌ها در ۲۶ مهر ۱۴۰۲ همزمان با تشییع پیکر داریوش مهرجویی و دیگری در ۲ دی ۱۴۰۲ رخ داد.

## آثار

### سینما
| سال  | نام اثر             | تهیه‌کننده | نویسنده | کارگردان | تدوین | توضیحات                                                |
| ---- | ------------------- | --------- | ------- | -------- | ----- | ------------------------------------------------------ |
| ۱۴۰۱ | ویلای ساحلی         | —         | آری     | آری      | آری   | اکران در سال ۱۴۰۲                                      |
| ۱۳۹۵ | کاناپه              | آری       | آری     | آری      | آری   | به علت عدم رعایت حجاب بازیگران توقیف شد.               |
| ۱۳۹۳ | موقت                | —         | —       | —        | آری   |                                                        |
| ۱۳۹۲ | آزادی مشروط         | —         | —       | —        | —     | حضور به عنوان مشاور کارگردان.                          |
| ۱۳۹۲ | ملبورن              | —         | —       | —        | —     | حضور به عنوان مشاور کارگردان.                          |
| ۱۳۹۲ | رنج و سر مستی       | —         | —       | —        | آری   |                                                        |
| ۱۳۸۹ | خانه پدری           | آری       | آری     | آری      | آری   | پس از ۹سال توقیف سرانجام در آبان ۹۸ اکران محدودی داشت. |
| ۱۳۸۸ | پشت در خبری نیست    | آری       | —       | —        | —     |                                                        |
| ۱۳۸۷ | موج سوم             | —         | —       | —        | —     | حضور به عنوان مشاور کارگردان.                          |
| ۱۳۸۵ | ستایش               | آری       | —       | —        | —     |                                                        |
| ۱۳۸۴ | چند می‌گیری گریه کنی | —         | —       | —        | —     | حضور به عنوان مشاور کارگردان.                          |
| ۱۳۸۳ | بیدار شو آرزو       | آری       | آری     | آری      | آری   | پس از ۱۳ سال توقیف در سال ۹۶ اکران محدودی داشت.        |
| ۱۳۸۲ | خواب خاک            | آری       | —       | —        | —     |                                                        |
| ۱۳۸۰ | مربای شیرین         | —         | —       | —        | آری   |                                                        |
| ۱۳۸۰ | سفر مردان خاکستری   | —         | —       | —        | آری   |                                                        |
| ۱۳۷۹ | چوری                | —         | —       | —        | آری   |                                                        |
| ۱۳۷۹ | پر پرواز            | —         | آری     | —        | آری   |                                                        |
| ۱۳۷۹ | سفره ایرانی         | آری       | آری     | آری      | آری   | هیچگاه اکران عمومی نشد.                                |
| ۱۳۷۷ | بودن یا نبودن       | آری       | آری     | آری      | آری   |                                                        |
| ۱۳۷۵ | زن امروز            | —         | —       | —        | آری   |                                                        |
| ۱۳۷۴ | شاخ گاو             | آری       | آری     | آری      | آری   | همزمان طراح صحنه و لباس                                |
| ۱۳۷۳ | مرد پنجم            | —         | آری     | —        | —     |                                                        |
| ۱۳۷۱ | آبادانی‌ها           | آری       | آری     | آری      | آری   | پس از اکرانی کوتاه توقیف شد.                           |
| ۱۳۷۰ | دو نیمه سیب         | آری       | آری     | آری      | آری   | همزمان طراح صحنه و لباس                                |
| ۱۳۶۷ | روز باشکوه          | آری       | —       | آری      | آری   |                                                        |
| ۱۳۶۶ | آنسوی آتش           | آری       | آری     | آری      | آری   |                                                        |
| ۱۳۶۵ | شبح کژدم            | آری       | آری     | آری      | آری   |                                                        |
| ۱۳۶۴ | تنوره دیو           | آری       | آری     | آری      | آری   |                                                        |
| ۱۳۵۸ | تازه‌نفس‌ها           | آری       | آری     | آری      | آری   |                                                        |

### سریال تلویزیونی
| سال       | نام اثر      | تهیه‌کننده | نویسنده | کارگردان | تدوین | توضیحات                     |
| --------- | ------------ | --------- | ------- | -------- | ----- | --------------------------- |
| ۱۳۹۶–۱۴۰۰ | ۸۷متر        | آری       | آری     | آری      | آری   | ناتمام ماند.                |
| ۱۳۸۱–۱۳۸۶ | روزگار قریب  | —         | آری     | آری      | آری   | پخش از پاییز ۸۶ در شبکه سه. |
| ۱۳۸۰      | هزاران چشم   | —         | آری     | آری      | آری   | پخش در سال ۸۲ از شبکه سه.   |
| ۱۳۷۵      | خانه به خانه | —         | آری     | آری      | آری   | پخش از شبکه یک.             |

## جوایز
1. نامزد جایزه افق‌های ونیز جشنواره فیلم ونیز برای فیلم خانه پدری ۲۰۱۲
2. برنده سیمرغ بلورین بهترین اثر هنر و تجربه از جشنواره فیلم فجر برای فیلم بیدار شو آرزو ۱۳۸۳
3. برنده جایزه ویژه هیئت داوران جشنواره فیلم فجر برای فیلم بیدار شو آرزو ۱۳۸۳
4. نامزد جایزه کریستال گلوب از جشنواره فیلم کارلووی واری برای فیلم سفره ایرانی ۲۰۰۲
5. نامزد جایزه هرم طلایی از جشنواره فیلم قاهره برای فیلم بودن یا نبودن ۱۹۹۸
6. برنده جایزه بهترین فیلم‌نامه از جشنواره فیلم قاهره برای فیلم بودن یا نبودن ۱۹۹۸[۵]
7. برنده جایزه پلنگ نقره‌ای از جشنواره بین‌المللی فیلم لوکارنو برای فیلم آبادانی‌ها ۱۹۹۴
8. برنده لوح زرین بهترین کارگردانی از جشنواره فیلم فجر برای فیلم آن سوی آتش ۱۳۶۶
9. برنده لوح زرین بهترین کارگردانی از جشنواره فیلم فجر برای فیلم تنوره دیو ۱۳۶۴